# 小沢辰男
小沢 辰男（小澤 辰男、おざわ たつお、1916年〈大正5年〉12月7日 - 2013年〈平成25年〉10月13日）は、日本の内務及び厚生官僚、政治家。
衆議院議員（13期）、建設大臣（第36代）、環境庁長官（第6代）、厚生大臣（第56代）、改革クラブ代表。父は衆議院議員の小沢国治。

## 来歴

### 厚生官僚
新潟県新潟市出身。旧制新潟商業学校を経て旧制新潟高等学校卒業。
1941年、東京帝国大学法学部政治学科を卒業し、内務省に入省。戦後、内務省が解体され廃止となると厚生省に移り、厚生省医務局整備課長を務めた後、公衆衛生局、保険局などに勤務。1959年12月から翌年5月まで新潟赤十字センター長を務め、在日朝鮮人の帰還事業において警備や帰還者の援護の統括業務を行った。
厚生省を退官すると、地元の新潟硫酸取締役や新潟米油社長を務める。

### 衆議院議員
1960年、第29回衆議院議員総選挙に旧新潟1区から自由民主党公認で立候補し初当選する。以後当選回数13回。
自民党田中派の大幹部として木曜クラブ事務総長などを務める。田中角栄の金庫番とも言われ、田中の最側近の一人であった。田中派には同姓の小沢一郎がいたため、2人を区別するため、小沢辰男は「本家小沢」などとも呼ばれた。田中派内では田中直系として田中の意の下に終始行動し、角栄も竹下登と後見役の金丸信を抑えるため自民党幹事長に小沢を送り込もうとしたが、これは果たせなかった。
1987年7月、経世会が結成され、田中派が竹下派、二階堂グループ、中立系に3分裂した際は、竹下、二階堂どちらにも与せず、中立系無派閥となった。

### 自民党離党～新生党結成～新進党結党～改革クラブ代表
1993年6月18日宮澤改造内閣不信任案の採決で造反し欠席、6月22日自民党を離党し、6月23日（前年竹下派を集団離脱した）改革フォーラム21羽田孜及び小沢一郎の新生党結成に参加し顧問就任。嘘つき解散伴う第40回衆議院議員総選挙でも再選。
翌1994年自社さ連立政権・村山内閣発足で初の野党生活、12月10日には新進党結党大会に参加し両院議員総会会長就任、翌々1996年10月20日第41回衆議院議員総選挙では結果的に自身最後の出馬で比例単独候補として再選、その後1997年5月29日保保連合構想に伴って設立の日本会議国会議員懇談会発起人務め新進党分党後は改革クラブを結成し砂防会館に本部事務局構え、党代表を務めた。改革クラブは、旧公明党系の新党平和と院内会派「平和・改革」を結成し、小沢自身が党首となって、同年7月の首班指名の一回目の投票では衆参で同党所属国会議員の支持を集め翌1999年国旗国歌法案の採決では改革ク一丸となって成立に尽力した。
1998年9月24日には憲政記念館で、自身が会長たる政界再編見据えた保守中道による超党派の勉強会「新総合政策研究会」設立総会を開催。
プロボクサー大場政夫の入場テーマスポーツ行進曲作曲した『題名のない音楽会』司会者黛敏郎は1977年夏、保守派の活動を通じ親交があった中川一郎自民党国民運動本部長の要請を受けて、新たに創設された党友組織自由社会を守る国民会議（自由国民会議）の初代代表に就任し終身務めた。それと同時に自民党国会議員だった小沢や民社党創立者西尾末広とも親交深く、1993年自民党分裂で小沢も離党し新生党結成参加(民社党の県議や区議だった者が新生党新人として衆院選出馬、民社党新人西村眞悟を新生党推薦)。黛自身も1994年1月末に新生党横浜市連発足に参加し賛助会員となり12月10日パシフィコ横浜での新進党結党大会には来賓として参加し党友となった。
なお当初総理総裁経験者で新進党初代党首の67歳誕生日前後の海部俊樹を想定していたものの、海部が改革クへの参加を拒否したため、長老議員で海部と1960年衆院初当選同期の小沢辰男がまとめ役を期待されて就任した。結党当時81歳であったが、これは日本国憲法になって以降では国会議員を擁する新党の党首として最高齢記録である（大日本帝国憲法時代では1945年に結党された日本進歩党で町田忠治が82歳で総裁就任の例がある）。

### 政界引退
公明党が自民党と連立を組んだ事に伴い与党入りし閣外協力という形となったが、少数政党のため全く発言力を有せず、政権ポストは前田正が1999年10月5日発足小渕再改造内閣郵政政務次官を就任したのみにとどまった（2000年4月5日発足第1次森内閣で留任）。また、選挙協力でも蚊帳の外に置かれた。
2000年春の叙勲で勲一等旭日大綬章受章。同年6月の神の国解散で小沢は第42回衆議院議員総選挙不出馬表明し勇退、同時点で現職国会議員は小沢含め政党要件最低人数の5名を一名上回る6名、同衆院選で小沢は党代表として選挙運動は取り組んだが改革クラブ公認の前職4名中3名は公明党の推薦を受けたものの大阪4区の現職政務次官前田は対立候補が自民党前職の現職閣僚中山正暉という事もあり非推薦となり、公明党推薦を得た他の3名も自民党に対立候補を立てられ、幹事長石田は次点で惜敗率96％も他の3候補は完敗し次点にもなれなかった（石田・前田・並木・西川知雄が96年新進党公認で勝ち抜いたとき同様に小選挙区一本で同じ区で出馬し敗北。4候補とも供託金没収は免れたが西川のみ法定得票未満。同衆院選における保守党同様に重複立候補を認めていなかった）。このため、所属国会議員は浜田のみとなり「所属する現職国会議員5名以上」の政党要件は喪失。同年7月24日に所属する会派「公明党・改革クラブ」が「公明党」へ名称変更したため、院内から改革クラブの名称は完全に消滅した（浜田は公明党会派に残留）。その後は、地方選挙で推薦を出すこともあったが、次第に活動が見られなくなった。2001年には代表者が石田に変更になったが、2002年夏に石田が民主党に入党したことで、改革クラブは解党されたと思われる。
晩年は大学教育へ力を注いだ。自民党を離党し新生党結成参加して程ない1993年12月、新潟国際情報大学の運営法人新潟平成学院理事長に就任（1998年4月から2000年3月まで同大学学長を兼務）。2005年12月に理事長を引退し、名誉職の学院長となった。
2013年10月13日、老衰のため東京都港区の自宅で死去、96歳没。死没日をもって正七位から従三位に叙される。遺志により遺体は新潟白菊会へ献体された。

## 関連文献
- 『愛郷無限 小沢辰男とその時代』新潟日報事業社 2001年

| 公職            | 公職                                 | 公職            |
| --------------- | ------------------------------------ | --------------- |
| 先代 渡辺美智雄 | 厚生大臣 第55代：1977年 - 1978年     | 次代 橋本龍太郎 |
| 先代 毛利松平   | 環境庁長官 第6代：1974年 - 1976年    | 次代 丸茂重貞   |
| 先代 亀岡高夫   | 建設大臣 第36代：1974年              | 次代 仮谷忠男   |
| 議会            |                                      |                 |
| 先代 左藤恵     | 衆議院懲罰委員長 1997年              | 次代 神田厚     |
| 先代 森山欽司   | 衆議院社会労働委員長 1972年          | 次代 田川誠一   |
| 党職            |                                      |                 |
| 先代 結成       | 改革クラブ代表 初代：1998年 ‐ 2000年 | 次代 解散       |